# 哈克特·巴博沙
哈克特·巴博沙船長（英語：Captain Hector Barbossa）是神鬼奇航電影系列中的虛構人物，由傑佛瑞·拉許飾演。在電影劇情中，巴博沙船長為里海海盜王，名列加勒比海九大海盜王之一，性格狡詐、陰險，與傑克·史派羅船長的關係既是死敵、又是盟友，最終與阿爾曼多·薩拉查船長同歸於盡。

## 外觀與特徵

第一部電影中巴博沙船長在黑珍珠號上使用的海盜旗。在歷史上，這是海盜棉布杰克的旗幟。

在第一部電影裡，巴博沙船長戴著插有鴕鳥毛的船長帽，他所使用的手槍是從一名西班牙海盜那裡獲取的，他還戴著一枚從威尼斯商船上奪取的戒指。在第四部電影中，已投靠英國國王的他轉而穿上了英國皇家海軍的制服，直到該片結局他才換回原本的海盜服裝。然而幾年後巴博沙變得非常著重炫耀自己的力量和財富，穿著華麗的服裝，還盡可能地用珠寶裝飾他的假肢。
在他身旁總是伴隨著一隻作為寵物的猴子，巴博沙將其命名為「傑克」。

## 角色生平
哈克特·巴博沙在1682年出生於英格蘭的布里斯托爾。他早年一度與瑪格莉特相愛，兩人育有一女卡芮娜；在瑪格莉特逝世後巴博沙便將卡芮娜放在孤兒院門口，並留下一本鑲著紅寶石的天文書。
巴博沙曾在「黑珍珠號」（又譯「鬼盜船」）海盜船上擔任傑克·史派羅船長的大副，但後來於死亡之島獲取阿茲特克金幣寶藏的前夕，巴博沙便與船員發動叛變，將傑克船長放逐，自己做了黑珍珠號船長。但不料阿茲特克金幣含有致命的詛咒，巴博沙與手下們將金幣花光後才發現自己都中了詛咒，成了殺不死的鬼魂，在月光照耀下會變成骷髏；唯有將金幣全數歸還、血債血償才能解除詛咒。多年來巴博沙船長都一直在尋找破除詛咒的方法，直到他在羅亞爾港捕獲總督的女兒伊莉莎白·史旺，伊莉莎白手中亦持有一枚阿茲特克金幣，巴博沙誤以為她是杜納的後代，於是便將伊莉莎白帶至死亡之島試圖解除詛咒，這時傑克·史派羅與伊莉莎白的戀人威爾·杜納趕來救援，與巴博沙展開激戰，最終破除了詛咒，殺死了巴博沙；巴博沙的船員則被英國皇家海軍捕獲。
女祭司蒂婭·達爾瑪（其實是被禁錮在人身中的「海神女妖」）讓巴博沙船長得以復活，但作為交換的條件，巴博沙要招開海盜王大會，釋放海神女妖。在《神鬼奇航2：加勒比海盜》的結尾，巴博沙與伊莉莎白·史旺、威爾·杜納、約夏米·吉布斯等人一同出航去拯救被戴維·瓊斯困在世界盡頭的傑克·史派羅。在從新加坡海盜王嘯風船長處取得地圖後，巴博沙一行成功抵達世界盡頭救出傑克船長與黑珍珠號，並至船難灣招開海盜王大會。在釋放海神女妖之後，巴博沙及海盜們要面對不列顛東印度公司庫勒特·貝克特勛爵及受其控制的戴維·瓊斯的圍剿。最後，威爾·杜納殺死戴維·瓊斯並成為「幽冥飛船」的船長，展開反攻，貝克特的艦隊敗亡。
在海盜取得勝利之後，巴博沙船長又再一次地背叛了傑克，在土圖加港乘傑克不注意時開著黑珍珠號離去。但一天巴博沙船長忽然遭到海盜「黑鬍子」愛德華·蒂奇的襲擊，在黑鬍子黑巫術的作用下，船上的繩索自動對船員發動攻擊，黑珍珠號的海盜全數落敗，巴博沙的一條腿被繩索纏住，他以劍將腿砍斷而成功逃脫，自此成為一隻腳裝木腿的海盜；黑珍珠號被黑鬍子以巫術收納於瓶中。為了復仇，巴博沙投靠英國皇家海軍，為英國國王喬治二世效力，成為天佑號船長，奉令出發尋找不老之泉，在出航前還脅迫了知悉不老泉位置的傑克副手約夏米·吉布斯作為嚮導一同出發。黑鬍子由於從預言中得知將會被一個獨腳者（即巴博沙船長）殺死，也急於尋找不老泉，他亦透過女兒安潔莉卡脅迫傑克船長作為響導。在不老之泉前，雙方人馬遇上，巴博沙與黑鬍子展開決鬥，本來巴博沙已被打倒，但在西班牙軍隊到來之際巴博沙伺機襲擊了黑鬍子，用有毒的劍將其殺死，並佔據了黑鬍子的船員與船隻「安妮女王復仇號」。
數年後的巴博沙靠著黑鬍子的魔法劍，已擁有數艘海盜船及船員。然而一天他卻不巧遇上了被傑克船長意外釋放出來的薩拉查船長鬼魂，差點被誓言消滅所有海盜的對方所殺，但巴博沙向薩拉查承諾為他找到傑克船長，才暫時保住了自己和船員的性命。巴博沙在找到傑克和他的船員後，發現其中的女天文學家卡芮娜·史密斯就是他失散已久的女兒，但巴博沙因顧及對方感受而並未上前相認。隨後巴博沙協助傑克將黑珍珠號從瓶子內釋放出來；幾經波折，在傳說中海神波賽冬的三叉戟被亨利·杜納打破後，使海洋上所有的詛咒皆被消除。為了不讓薩拉查傷害自己的女兒，巴博沙最終選擇和對方同歸於盡。卡芮娜直到這時才明白了自己的身世。（而猴子「傑克」則跟了傑克船長）

## 構想與發展
巴博沙船長角色的名字最初在系列首部《神鬼奇航：鬼盜船魔咒》中並未有提及；哈克特（Hector）這個名字是因演員強尼·戴普和傑佛瑞·拉許在該片的DVD評論中開玩笑而首度提出的，由於這個名字後來在網際網路上迅速流傳，使得電影編劇於後續續集中將其正式定為巴博沙船長的名字。
在《神鬼奇航：死無對證》上映時，傑佛瑞·拉許於受訪時提及，巴博沙在該片已經成為一個海盜集團的「CEO」，並且非常炫富。他也評論了巴博沙為拯救女兒而作出的無私奉獻，稱這是該角色救贖之旅的一個不錯結局。

## 外部連結
- 互联网电影数据库上哈克特·巴博沙的资料（英文）
- 哈克特·巴博沙（页面存档备份，存于）在神鬼奇航維基上的條目（英文）